# Kosivka (Bilhorod-Dnistrovskyi)
Kosivka (ucraniano: Косівка) es una localidad en el raión de Bílhorod-Dnistrovski de la óblast de Odesa, Ucrania. La población de la localidad es de 258 personas. Hay una escuela, un hospital, una librería, la iglesia Batista y un centro comercial.

## Geografía
Kosivka tiene una importante localización. La localidad está cerca de un lago de sal y el Mar Negro. El lodo y el agua salada del agua son curadoras y son usadas para baños terapéuticos de lodo. Para ir a la localidad, se pueden usar botes a motores o por vehículo. No hay centros de entretenimiento en la aldea. El único centro comercial no vende alcohol. No es un destino turístico típico.

## Historia
La localidad fue fundada en el siglo XV por Tatars. Fue la Horda Budgak con la ciudad principal - Ak-Kerman (Fortaleza blanca). Hay viejos monumentos de Tatares en el cementerio. En 1812, el territorio de Besarabia fue unido al del Imperio Ruso. En 1918, el ejército rumano ocupó Besarabia y el parlamento de Besarabia decidió, el 25 de noviembre de 1918, formar parte de Rumania. Kosivka fue una localidad rumana hasta 1940. El nombre rumano de la localidad era Codăeşti. En 1940, Besarabia fue ocupada por la Unión Soviética. Ya que Kosivka era parte de la la región de Akkerman, se convirtió en parte de Ucrania. Durante la Segunda Guerra Mundial, Kosivka fue ocupada por Rumania entre el 19 de julio de 1941 al 25 de agosto de 1944. En 1944, Kosivka fue ocupada por el ejército soviético. En 1954, la localidad se convirtió en una localidad del Óblast de Odesa en Ucrania.